# براندویک
براندویک (به هلندی: Brandwijk) یک منطقهٔ مسکونی در هلند است که در مولن‌وارد واقع شده‌است. براندویک ۱۲٫۳ کیلومتر مربع مساحت و ۱٬۲۱۳ نفر جمعیت دارد.